# Coen Brouwer

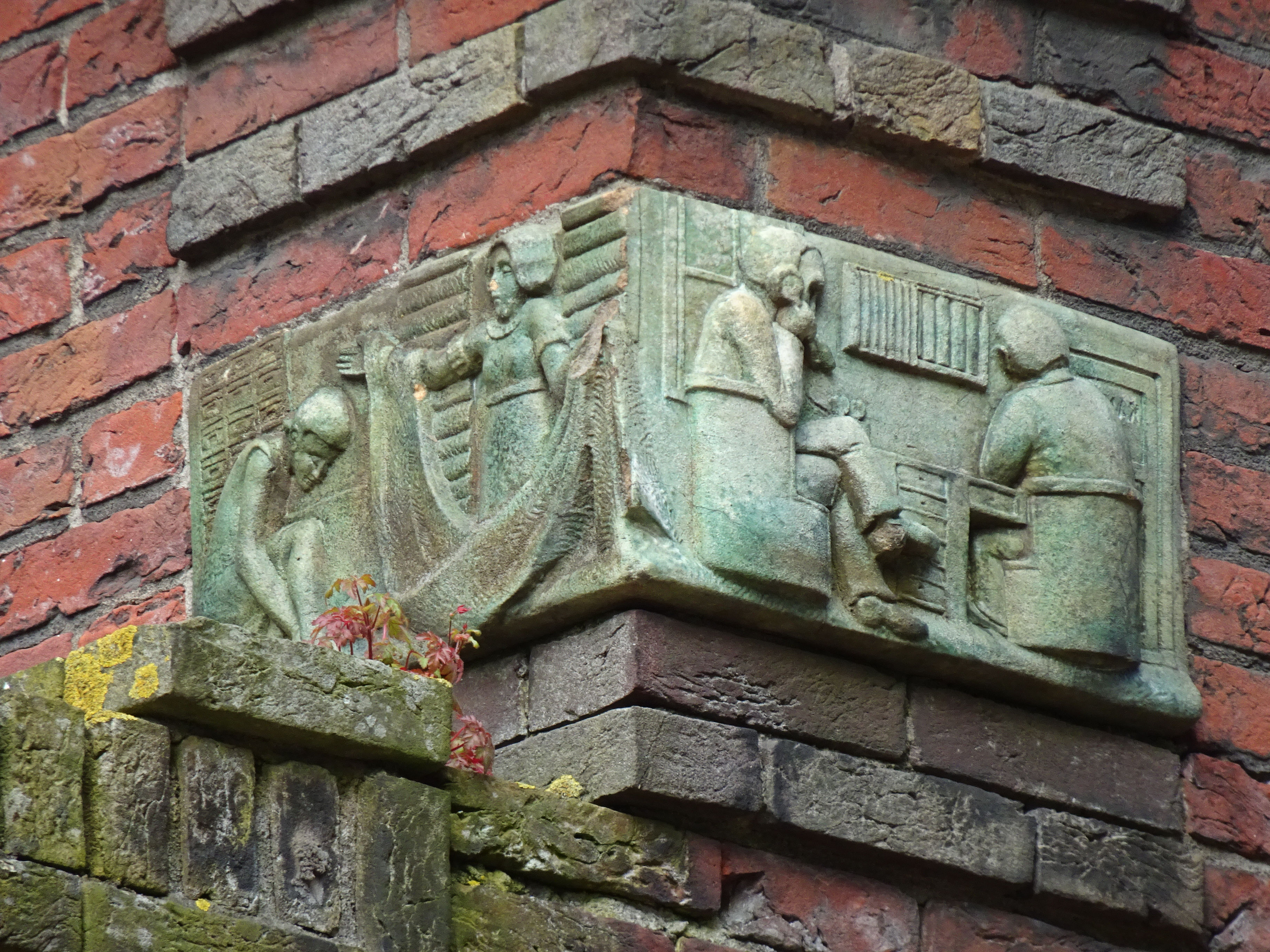
Bouwkeramiek van Coen Brouwer voor De Faun in Goningen

Coenraad Willem (Coen) Brouwer (Zoeterwoude-Dorp, 30 september 1908 – Heerenveen, 3 juli 1991) was een Nederlands kunstnijveraar en aardewerkfabrikant.

## Levensloop
Coen Brouwer was een zoon van Willem Coenraad Brouwer en Margaretha Cornelia Breedt Bruijn. Vader was beeldhouwer, keramist en in 1901 oprichter van de Fabriek van Brouwer's Aardewerk in Leiderdorp, dat bouw- en sierkeramiek leverde. Coen werd opgeleid door zijn vader en aan de Rijksschool voor de klei- en aardewerkindustrie in Gouda. Hij was lid van de Ver. Vrienden der Nederlandse Ceramiek en het Deutsche Keramische Gesellschaft E.V. Als kunstnijveraar hield hij zich onder meer bezig met het emailleren van keramiek.
Na het overlijden van hun vader in 1933, namen Coen en zijn broer Klaas als gezamenlijke directeuren de zaak over. Coen was verantwoordelijk voor de productie, zijn broer was commercieel directeur. Begin 1940 werd Coen Brouwer benoemd tot leraar aan de afdeling aardewerk van de Academie van Beeldende Kunsten en Technische Wetenschappen in Rotterdam. Hij trad later dat jaar terug als directeur van Brouwer's Aardewerk, maar bleef aan als commissaris.
Collaboratie
Willem C. Brouwer en zijn zoons hadden fascistische sympathieën. De beide broers waren al voor de Tweede Wereldoorlog lid van de Nationaal-Socialistische Nederlandsche Arbeiderspartij, die in 1941 opging in de Nationaal-Socialistische Beweging (NSB). Coen Brouwer was er trots op dat hun bedrijf het eerste keramische bedrijf onder nationaalsocialistische directie was. Ze maakten onder meer bierpullen voor de Duitse marine, wandschotels met het NSB-logo en het motto 'Hou zee' (1938) en anderhalf miljoen keramische speldjes die door collectanten van de Winterhulp werden uitgedeeld (eind 1940). Het Nederlandse Beheersinstituut berekende in 1946 dat het bedrijf voor zo'n 120.000 gulden aan werk voor de nazi's had aangenomen. De broers sloten zich aan bij de Nederlandsche Kultuurkamer en de Nederlandse Landwacht. Namens de Nederlandsche Oost Compagnie onderzochten zij in 1943 de mogelijkheid van het opzetten van aardewerkindustrie in Oekraïne. Coen en Klaas Brouwer werden na de oorlog aangemerkt als politiek delinquent en zaten respectievelijk tot december 1946 en maart 1948 in interneringskampen. In 1956 sloot Brouwer's Aardewerk de deuren. Twee jaar later schonk Coen Brouwer het archief van zijn vader aan het Rijksbureau voor Kunsthistorische Documentatie.
Brouwer vestigde zich met zijn vrouw in Friesland, waar hij op 82-jarige leeftijd overleed.
- Biografisch Portaal: 85569711
- RKD-Nederlands Instituut voor Kunstgeschiedenis: 13050